# فولتا كاتالونيا 2016
فولتا كاتالونيا 2016 (بالكتالونية: Volta a Catalunya 2016 )‏ هو سباق دراجات هوائية، وهو الموسم رقم 96 من نفس السباق، وأقيم خلال الفترة 21 مارس 2016، وحتى 27 مارس 2016، وامتدّ لمسافة 1219.6 كيلومتر، وهو أحد سباقات طواف العالم للدراجات 2016، وهو من نوع سباق المرحلة، وقد شارك في السباق 191 متسابقاً ووصل إلى نهايته 126 متسابقاً.
فاز فيه بالمركز الأول نيرو كوينتانا، وبالمركز الثاني ألبيرتو كونتادور، وبالمركز الثالث دانيال مارتن، والفائز حسب ترتيب السرعة توماس دي جيندت، والفريق الفائز في ترتيب الفرق بي إم سي راسينغ 2016.

## الفرق
| فرق عالمية (18)- AG2R La Mondiale - أستانا - بي إم سي راسينغ - Cannondale - Dimension Data - Etixx-Quick Step - FDJ - Giant-Alpecin - IAM Cycling - Katusha - Lampre-Merida - Lotto NL-Jumbo - Lotto-Soudal - موفيستار - Orica-GreenEDGE - Sky - Tinkoff - Trek-Segafredo فرق قارية محترفة (6)- كاجا رورال-سيغوروس 2016 ‏ - CCC Development Team ‏ - Cofidis, Solutions Crédits - رومبوت تشارلز ‏ - Verva ActiveJet ‏ - Wanty-Groupe Gobert |  |
| |  |

## المراحل
| قائمة المراحل | قائمة المراحل | قائمة المراحل                          | قائمة المراحل      | قائمة المراحل | قائمة المراحل     | قائمة المراحل |
| المرحلة       | التاريخ       | الدورة                                 |                    | المسافة (كم)  | الفائز بالمرحلة   | القائد العام  |
| ------------- | ------------- | -------------------------------------- | ------------------ | ------------- | ----------------- | ------------- |
| 1             | 21 مارس       | كليلة – كليلة                          | مرحلة جبلية        | 175.8         | ناصر بوهاني       | ناصر بوهاني   |
| 2             | 22 مارس       | ماتارو – أولوت                         | مرحلة جبلية        | 178.7         | ناصر بوهاني       | ناصر بوهاني   |
| 3             | 23 مارس       | جرندة – La Molina (ski resort) ‏        | مرحلة جبلية        | 172.1         | دان مارتن         | دان مارتن     |
| 4             | 24 مارس       | باجا – Port Ainé ‏                      | مرحلة جبلية        | 172.2         | توماس دي جيندت    | نيرو كوينتانا |
| 5             | 25 مارس       | Rialp ‏ – Valls                         | مرحلة جبلية متوسطة | 187.2         | ووت بويلس         | نيرو كوينتانا |
| 6             | 26 مارس       | سان خوان ديسباي – فيلانوفا إ لا غيلترو | مرحلة مستوية       | 197.2         | دافيد سيمولاي     | نيرو كوينتانا |
| 7             | 27 مارس       | برشلونة – Montjuïc ‏                    | مرحلة جبلية        | 136.4         | Alexey Tsatevich ‏ | نيرو كوينتانا |

## الفائزون
| الترتيب       | الفائز           |
| ------------- | ---------------- |
| الفائز        | نيرو كوينتانا    |
| الثاني        | ألبيرتو كونتادور |
| الثالث        | دان مارتن        |
| تسلق الجبل    | توماس دي جيندت   |
| سباقات السرعة | توماس دي جيندت   |
| أفضل شاب      | هيو كارثي        |
| الفريق        | بي إم سي راسينغ  |

## وصلات خارجية
- الموقع الرسمي
- فولتا كاتالونيا 2016 على موقع إحصائيات الدراجات الإحترافية (الإنجليزية)